# Pleiku Lufthavn
Pleiku flyveplads (IATA: VXU, ICAO: VVPK) ligger på Pleiku, Gia Lai, Vietnam. Flyvepladsen er beliggende ca. 3,5 km. nord for Pleiku.

## Airlines and destinations
- Vietnam Airlines (Ho Chi Minh City, Hanoi, Da Nang)

| Luftfart | Spire Denne artikel om flyvning er en spire som bør udbygges. Du er velkommen til at hjælpe Wikipedia ved at udvide den. |